# Lactococcus lactis
Lactococcus lactis (oude naam Streptococcus lactis) is een bacterie die leeft op planten, huid en haar. Ze wordt veel gebruikt bij de bereiding van karnemelk en kaas. Sommige stammen produceren ook nisine, dat een conserverende werking heeft. Lc. lactis geeft de melk een specifieke geur en kan groeien bij een temperatuur tussen 10 °C en 45 °C; de gunstigste temperatuur voor de groei is 30 °C. De bacterie verdraagt maar weinig zout.
Het is een niet sporulerende, onbeweeglijke, grampositieve coc die in paren en korte ketens voorkomt. De bacteriën zijn 0,5 - 1,5 µm lang. Bij de fermentatie van de lactose in de melk produceren ze melkzuur, maar doordat ze niet erg zuurresistent zijn wordt minder dan 0,5% van de lactose omgezet. De bacterie heeft een relatief klein genoom dat 2,5 Mbp groot is.
Lactococcus lactis subsp. lactis wordt gebruikt aan het begin van de productie van de kaassoorten: Brie, Camembert, Cheddar, Colby, Gruyère, Parmezaanse kaas en Roquefort.
Het gebruik van Lactococcocus lactis in zuivelfabrieken is niet zonder risico. Specifieke fagen van Lactococcus lactis zorgen elk jaar voor belangrijke verliezen doordat geïnfecteerde bacteriën de melk niet meer kunnen omzetten. De belangrijkste faagsoorten hierbij zijn: 936, c2 en P335.

## Ondersoorten
- Lactococcus lactis subsp. cremoris syn. Streptococcus cremoris
- Lactococcus lactis subsp. hordniae
- Lactococcus lactis subsp. lactis
- Lactococcus lactis subsp. diacetylactis

## Genetische modificatie
Met de opkomst van de biotechnologie zijn er nieuwe genetisch gemodificeerde stammen gemaakt, die beter groeien, resistent zijn tegen fagen en meer lactose omzetten.
Ook is er een stam gemaakt die ingezet kan worden bij het tegengaan van een hiv-infectie en een andere stam bij de ziekte van Crohn.